# Бертауд
Бертауд (на английски: Berthoud) е град в окръг Ларимър, щата Колорадо, САЩ. Бертауд е с население от 4839 жители (2000) и обща площ от 10,5 km². Намира се на 1533 m надморска височина. ЗИП кодът му е 80513, а телефонният му код е 970.